# Ramon Trias Fargas
Ramon Trias Fargas (Barcelona, 27 de desembre de 1922 - el Masnou, 22 d'octubre de 1989) fou un destacat polític catalanista del segle xx.

## Biografia
Fill d'Antoni Trias i Pujol, era economista de professió. El setembre de 1975 fundà Esquerra Democràtica de Catalunya, partit catalanista i liberal, que posteriorment es fusionaria amb Convergència Democràtica de Catalunya.
Arran de l'ocupació franquista de Catalunya s'exilià amb la seva família a Suïssa i Colòmbia. Es llicencià en Dret a Bogotà (1947) i en Economia a la Universitat de Chicago (1950). Aquell mateix any tornà a Barcelona per exercir d'advocat. Fou catedràtic d'Economia Política a la Universitat de València (1962-1966) i a la Universitat de Barcelona (des del 1969 en endavant).
Amb el retorn de la democràcia a Espanya, Trias Fargas fou diputat de CiU per la circumscripció de Barcelona entre els anys 1977 i 1982, i posteriorment fou senador entre 1986 i 1988.
A Catalunya fou conseller d'Economia i Finances del govern de la Generalitat de Catalunya entre 1980 i 1982 i entre 1988 i 1989. També fou el candidat de CiU a l'alcaldia de Barcelona a les eleccions del 1983, les quals guanyà finalment Pasqual Maragall. Ocupà el càrrec de president de CDC durant els anys 1981 i 1989.
L'any 1989 el Col·legi d'Economistes de Catalunya el va distingir com a col·legiat d'honor.
Trias Fargas morí d'un atac de cor el 22 d'octubre de 1989 a la plaça d'Ocata del Masnou, mentre parlava durant un míting electoral de CiU. Estava casat amb Montserrat Trueta i Llacuna, filla del doctor Josep Trueta, i era pare de quatre fills.

## Fons personal
El seu fons personal es conserva a l'Arxiu Nacional de Catalunya. El fons conté la documentació generada i rebuda per Ramon Trias Fargas fruit de la seva activitat personal, professional i política. En el primer apartat s'inclou documentació acadèmica i correspondència familiar. I dins la documentació professional destaca la produïda per la seva activitat docent a la Universitat de Barcelona i la seva activitat com economista a Editorial Labor i al servei d'estudis del Banco Urquijo, on s'inclouen informes i estudis, conferències, discursos, correspondència i obra publicada.
La documentació política compren el material produït i aplegat com a màxim dirigent d'Esquerra Democràtica Catalana (discursos) i president de Convergència Democràtica de Catalunya (discursos, informes i declaracions). També inclou documentació com a membre de l'Assemblea de Parlamentaris (actes de reunions), sobre la tramitació de l'Estatut d'Autonomia de 1979 (informes), com a diputat del Congrés dels Diputats (discursos i dossiers sobre les diverses iniciatives en què intervingué), com a conseller d'Economia i Finances (informes, discursos i correspondència), com a regidor de l'Ajuntament de Barcelona (informes, correspondència i reculls de premsa), i com a senador (campanyes electorals, comissions, interpel·lacions i correspondència). El fons es complementa amb documentació sobre el productor del fons, bàsicament reculls de premsa.